# Route nationale 117 bis (Italie)
Pour les articles homonymes, voir Route 117.
La route nationale 117 bis Centrale Sicula (SS 117 bis) est une route nationale italienne qui relie les villes d'Enna et Gela passant par Piazza Armerina.
Celle-ci n'est pas directement reliée à la route nationale 117 mais représente la continuation idéale vers le sud. La route est communément appelée « voie rapide Gela-Catane » car elle est considérée comme faisant partie intégrante de la SS 417.

## Description
La route prend son départ dans une zone d'intersection entre certaines artères importantes de la Sicile centrale, à savoir la route nationale 121, la route nationale 290, l'A19 Palerme-Catane et la route nationale 192 de la Valle del Dittaino, en aval de la ville d'Enna.
Après avoir traversé Enna Bassa, la route constitue l'axe principal du réseau routier ordinaire pour Caltanissetta jusqu'à ce qu'elle rejoigne, sans interruption, la route nationale 122. L'itinéraire continue jusqu'à Caltanissetta, tandis que la route nationale 117 bis, par un chemin étroit et sinueux, affecté par un trafic exclusivement local, atteint la jonction avec la route nord-sud Santo Stefano di Camastra - Gela, dont elle représente le tronçon final vers Sud.
Le long de ce tronçon, la route touche Piazza Armerina et les accords importants avec la route nationale 124, la route nationale 417 pour Caltagirone et Catane et la route nationale 190 pour Riesi et Canicattì. Enfin, la route s’achève se termine à Gela où elle rejoint la route nationale 115 aux portes de la ville.

### Parcours
| Centrale Sicula |                                                           |      |          |
| Type            | Indication                                                | km   | Province |
|                 | Quadrivio della Misericordia Catanese pour la gare d'Enna | 0,0  | EN       |
|                 | Palerme-Catane (échangeur d'Enna)                         | 0,9  | EN       |
|                 | della Valle del Dittaino                                  |      | EN       |
|                 | Enna Bassa Pergusina pour Enna                            |      | EN       |
|                 | Bivio Benesiti Agrigentina                                |      | EN       |
|                 | Jonction de Ramata Pergusina pour Barrafranca             |      | EN       |
|                 | pour Valguarnera Caropepe                                 |      | EN       |
|                 | Jonction de Madonna della Noce di Aidone                  | 43,5 | EN       |
|                 | Piazza Armerina Nord di Aidone                            | 45,1 | EN       |
|                 | Piazza Armerina Sud                                       | 49,6 | EN       |
|                 | C.da Colla - C.da Scarante                                | 50,7 | EN       |
|                 | C.da Camemi                                               | 55,2 | EN       |
|                 | pour San Cono                                             | 58,2 | EN       |
|                 | pour Mirabella Imbaccari                                  | 60,0 | CT       |
|                 | Bivio Gigliotto Siracusana pour San Cono                  | 61,2 | CT       |
|                 | Mazzarino-Cimia pour Mazzarino                            | 63,4 | CL       |
|                 | di Caltagirone                                            | 73,2 | CL       |
|                 | pour Niscemi                                              |      | CL       |
|                 | Jonction de Ponte Olivo delle Solfare pour Niscemi        |      | CL       |
|                 | pour la gare de Butera                                    |      | CL       |
|                 | Gela Nord                                                 |      | CL       |
|                 | Gela Sud Occidentale Sicula                               | 91,8 | CL       |